# Isoetes appalachiana
Isoetes appalachiana är en kärlväxtart som beskrevs av D.F. Brunton och D.M. Britton. Isoetes appalachiana ingår i släktet braxengräs, och familjen Isoetaceae. Inga underarter finns listade i Catalogue of Life.